# جامع الكرات

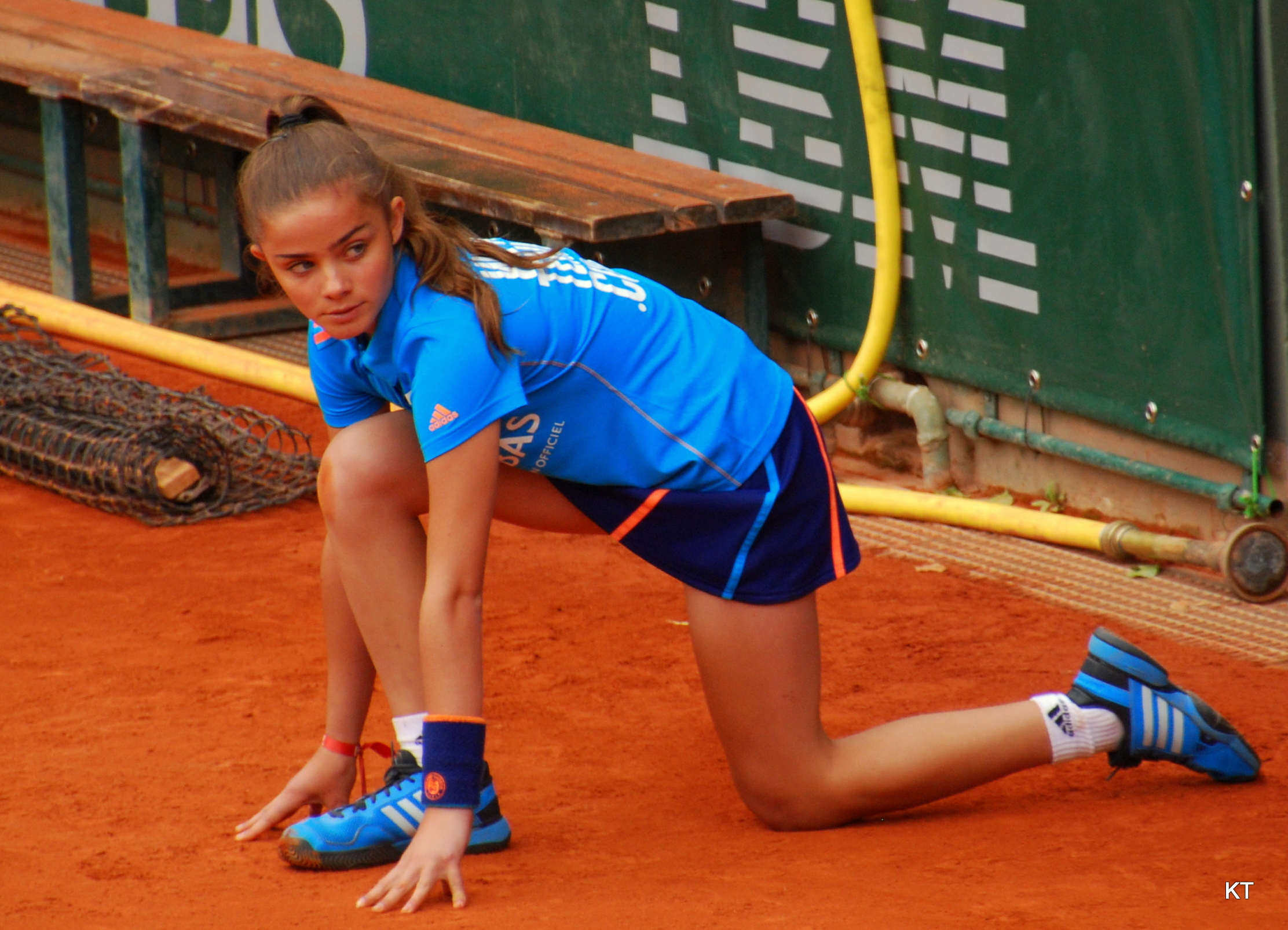
جامعة كرات في بطولة فرنسا المفتوحة 2014 في التنس.

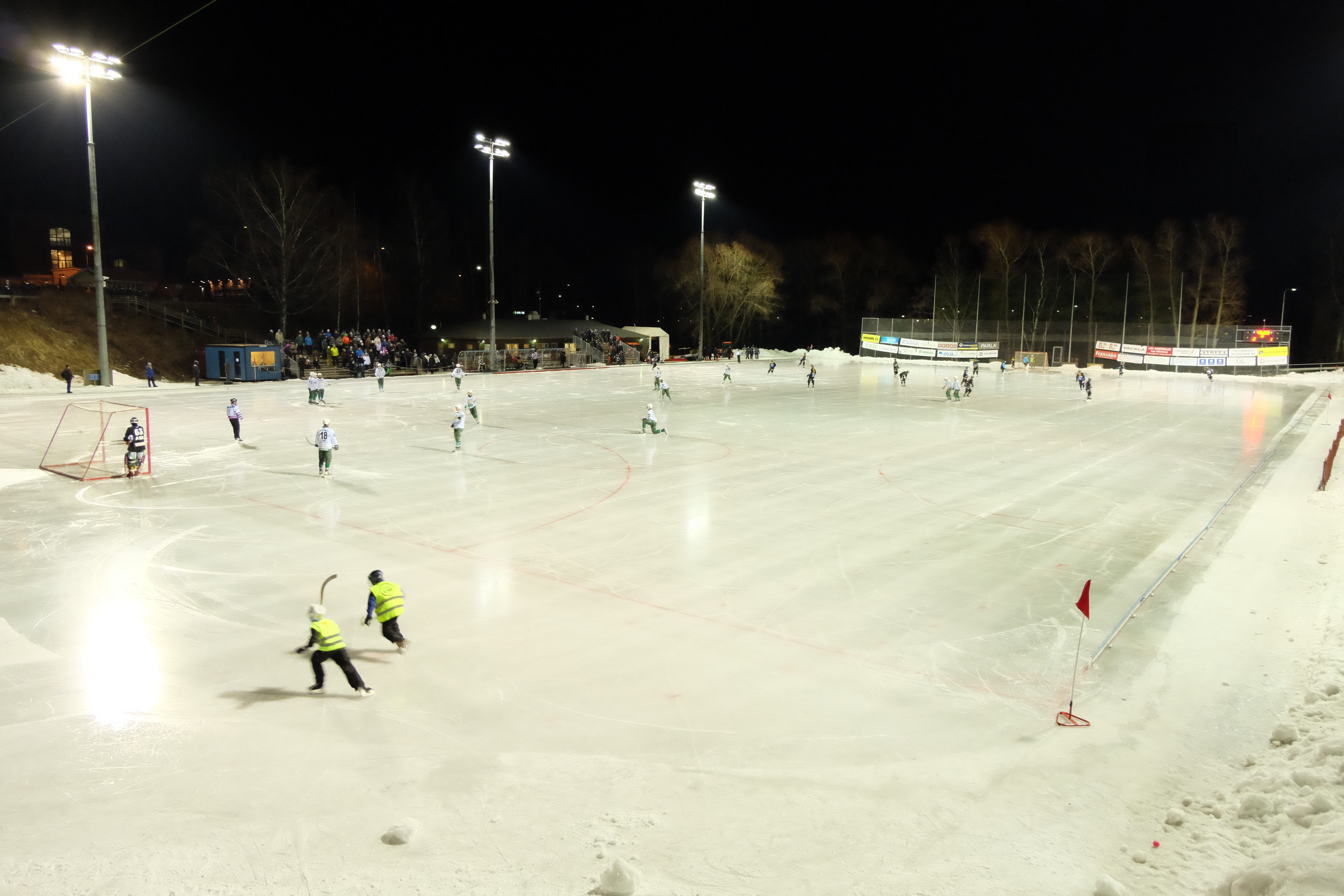
المتزلجون الذين يرتدون سترات صفراء في المقدمة هم جامعو كرة في لعبة الباندي.

جامع الكرات (بالإنجليزية: Ball boy)‏، يُعرفون أيضًا باسم أطفال الكرة أو أشخاص الكرة، هم مجموعة من الفتيان أو الفتيات، مُهمتهم التقاط الكرة وإعادتها إلى أرضية الملعب بغرض إسراع اللعب، ويكونوا جامعوا الكُرات مُخصصين في رياضات مُحددة، وهي كرة القدم وكرة السلة وكرة القدم الأمريكية والبيسبول والتنس والكركيت وبعض الرياضات الأخرى، في كرة القدم ينتشر جامعو الكرات في أنحاء الملعب خاصةً خلف لوحات الإعلانات، وفي التنس؛ فإن جامعو الكرات لهم دور كبير في إسراع اللعب، نظراً لما تحتويه رياضة التنس من سرعة في الأداء، في 1920 كان أول ظهور لجامعو الكرات في بطولة ويمبلدون، وفي 1977 ظهرت الفتيات لأول مرة كجامعات كرات، وتُعتبر رياضة التنس حالة استثنائية بخصوص وظيفة جامعو الكرات، فبالإضافة إلى جمعهم للكرات، فإنهم يُقدمون خدماتٍ أخرى، مثل تقديم المشروبات والمناشف للاعبين، ويتم تدريبهم للتعامل مع اللاعبين وُفق طريقة معينة.

## التنس

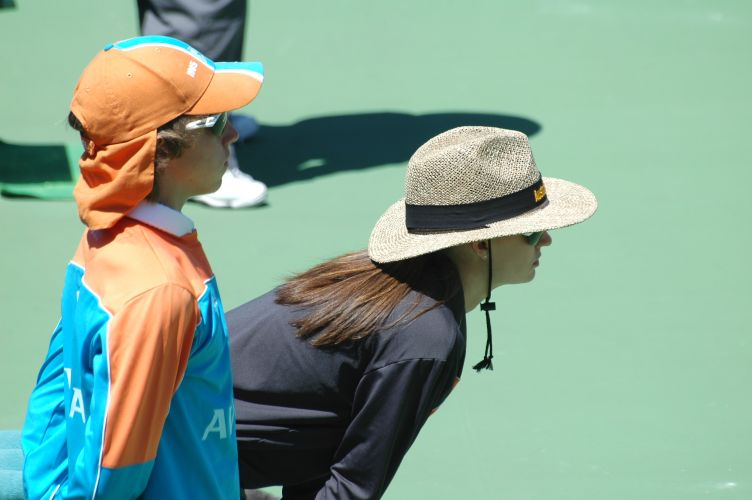
فتى الكرة (يسار) وحكم الخط (يمين) خلال بطولة أستراليا المفتوحة 2005.

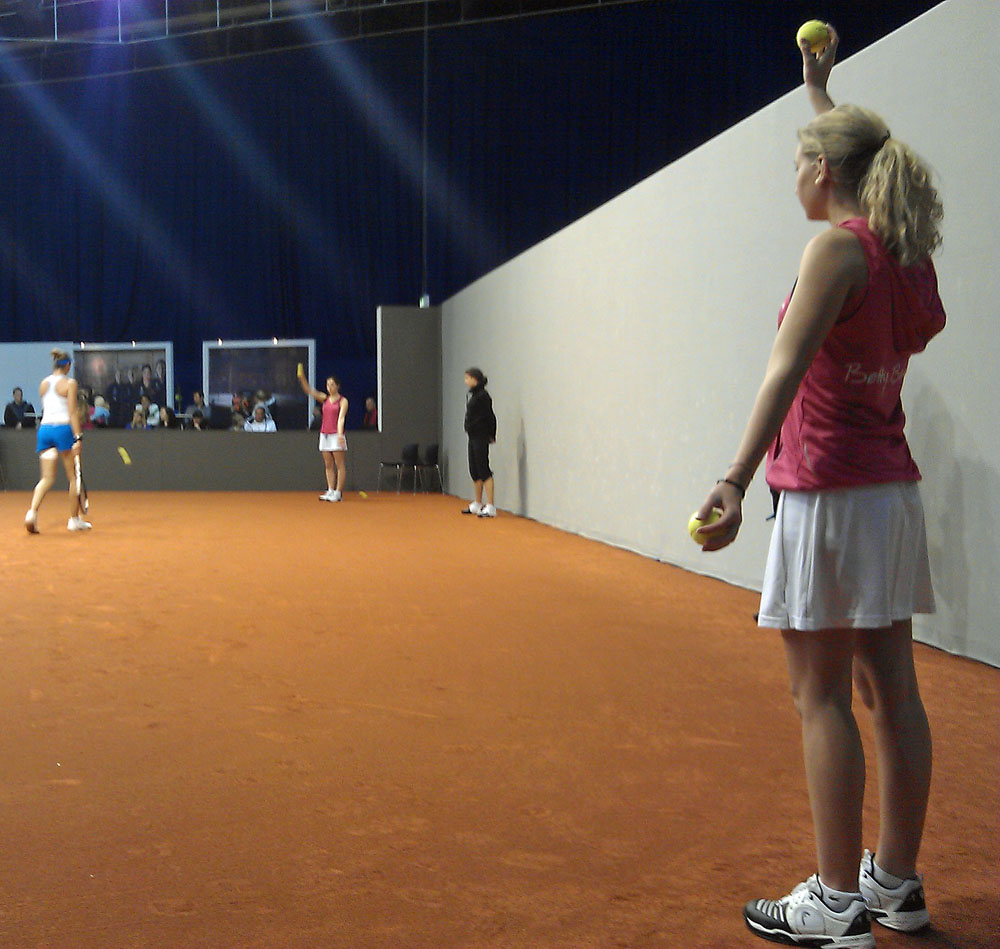
فتاتان بالكرة في وضعية تقدمان الكرات للاعب

نظرًا لطبيعة هذه الرياضة فإن الاسترداد السريع للكرات السائبة وتسليم كرات اللعبة إلى الخوادم ضروريان للعب التنس السريع. في البطولات الاحترافية سيكون لكل ملعب فريق مدرب من فتيان / فتيات الكرة مع تحديد المواقع والحركات المصممة لتحقيق أقصى قدر من الكفاءة مع عدم التدخل أيضًا في اللعب النشط. بالإضافة إلى التعامل مع كرات اللعبة، قد يقوم فتيان / فتيات الكرة أيضًا بتقديم مساعدة أخرى للاعبين، مثل توصيل المناشف والمشروبات.

### المناصب
- توجد شبكات على جانبي الشبكة لاسترداد الكرات المحاصرة بالشبكة. مهمتهم هي جمع الكرات الميتة من الملعب وإعادتها إلى القواعد بعد نقطة. يتم ذلك عادةً عن طريق دحرجتها إلى جانب الملعب.
- تقع القواعد قبالة كل زاوية (في أي من طرفي خط الأساس في أي من طرفي الملعب). مهمتهم هي استرداد الكرات من الشباك ثم تغذية الكرات إلى الخادم.

### التغذية
التغذية هي الطريقة التي يعطي بها الفتيان والفتيات الكرات للاعبين. في البطولات المختلفة، يستخدمون تقنيات مختلفة للتغذية. في بعض البطولات يكون للقواعد ذراعا في الهواء، وتغذي الكرات بذراع واحدة؛ في حالات أخرى، لديهم ذراع في الهواء يقومون بتغذية الكرات والذراع الأخرى خلف ظهورهم. عند تغذية الكرة، يجب أن يكونوا على دراية بما يفضله اللاعب. يقبل معظم اللاعبين المعيار، وهو أن يقوم فتى الكرة أو الفتاة برمي الكرة برفق (من الموضع مع تمديد أذرعهم لأعلى) بحيث ترتد مرة واحدة ثم إلى الارتفاع المناسب للاعب ليمسك الكرة بسهولة.

### التوظيف
هناك طرق مختلفة لاختيار الفتيان والفتيات لجمع الكرات للبطولة. في العديد من البطولات مثل بطولة ويمبلدون وبطولات كوينز للأندية يتم اختيارهم من المدارس أو التقديم من خلالها حيث يتم اختيارهم عن طريق البطولات وعليهم المرور بعدد من الاختيارات والاختبارات. في بعض البطولات الأخرى مثل بطولة نوتنغهام المفتوحة وأستراليا المفتوحة والولايات المتحدة المفتوحة يتم الإعلان عن المناصب وهناك تجارب مفتوحة.
يتعين على المتقدمين اجتياز تقييم القدرة البدنية. بالإضافة إلى اللياقة والقدرة على التحمل، فإن القدرة على التركيز والبقاء في حالة تأهب ضرورية.

## اتحاد كرة القدم

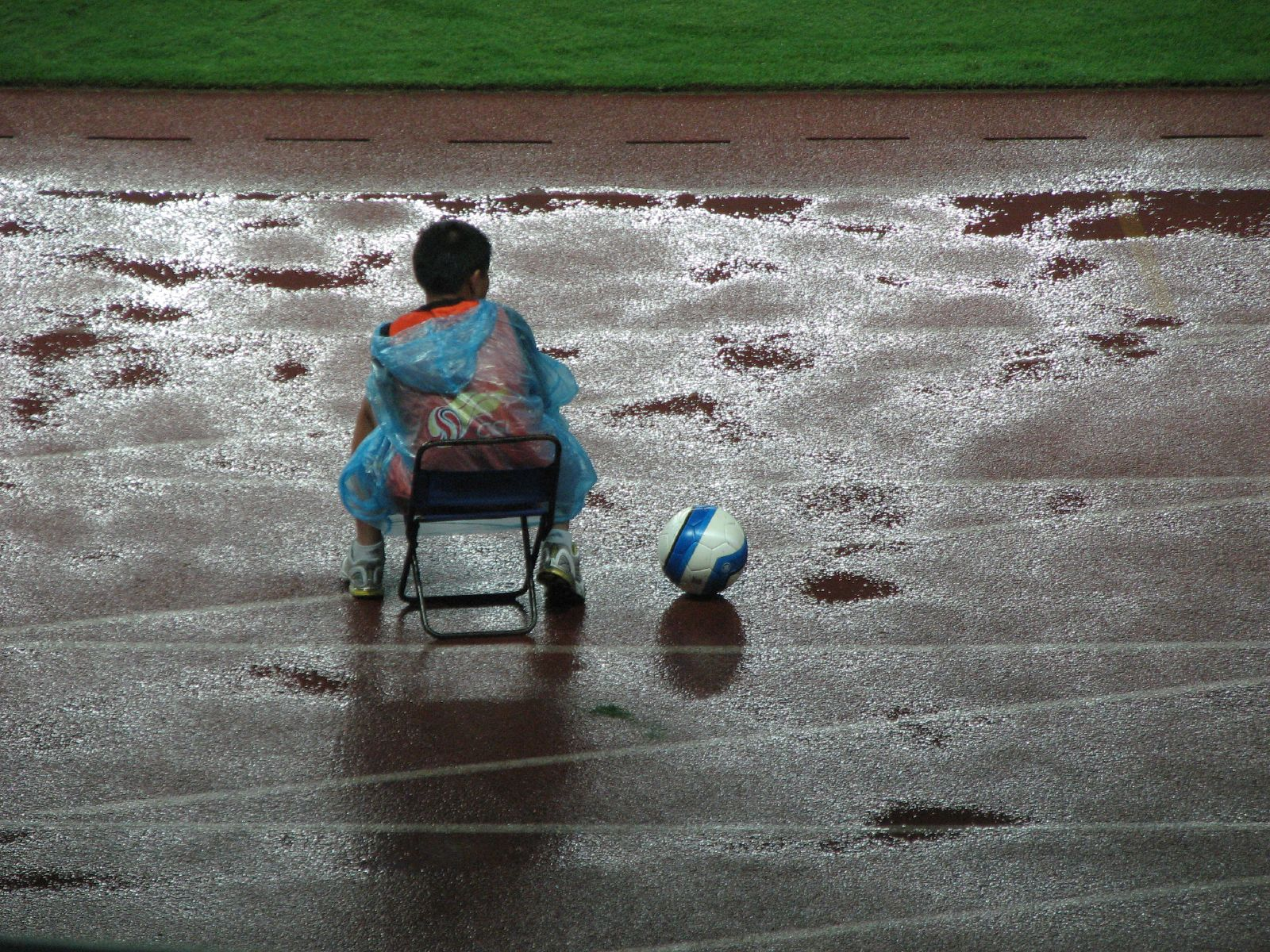
فتى الكرة في إحدى مباريات كرة القدم في الصين عام 2007

قد تستخدم مباريات كرة القدم رفيعة المستوى فتيان الكرة لتجنب التأخيرات الطويلة عندما تغادر كرة اللعبة الملعب والمنطقة المجاورة له مباشرة. عادةً ما يتم وضعهم خلف اللوحات الإعلانية المحيطة بالملعب، سيحاول أولاد الكرة امتلاك كرة احتياطية في جميع الأوقات بحيث يمكن إعطاؤها للاعبين قبل استرداد الكرة السائبة.
تختلف طرق اختيار فتيان الكرة باختلاف الأسباب. في بعض الأحيان اشتكت الفرق الضيفة من الإحسان الملحوظ لفتيان الكرة تجاه أصحاب الأرض.
احتل جامعو الكرات في اتحاد كرة القدم عناوين الصحف في إنجلترا في مباراة كأس كابيتال وان 2013 عندما بدا إيدن هازارد أحد أعضاء الفريق الضيف الذي كان متأخراً في ذلك الوقت وكأنه يركل جامع الكرة تشارلي مورغان الذي كان يحاول على ما يبدو تضييع الوقت فوق الكرة. تم طرد هازارد بعد ذلك بسبب السلوك العنيف وإيقافه لثلاث مباريات. تم الكشف لاحقًا أن الصبي غرد في اليوم السابق أنه كان ينوي إضاعة الوقت.

## البيسبول

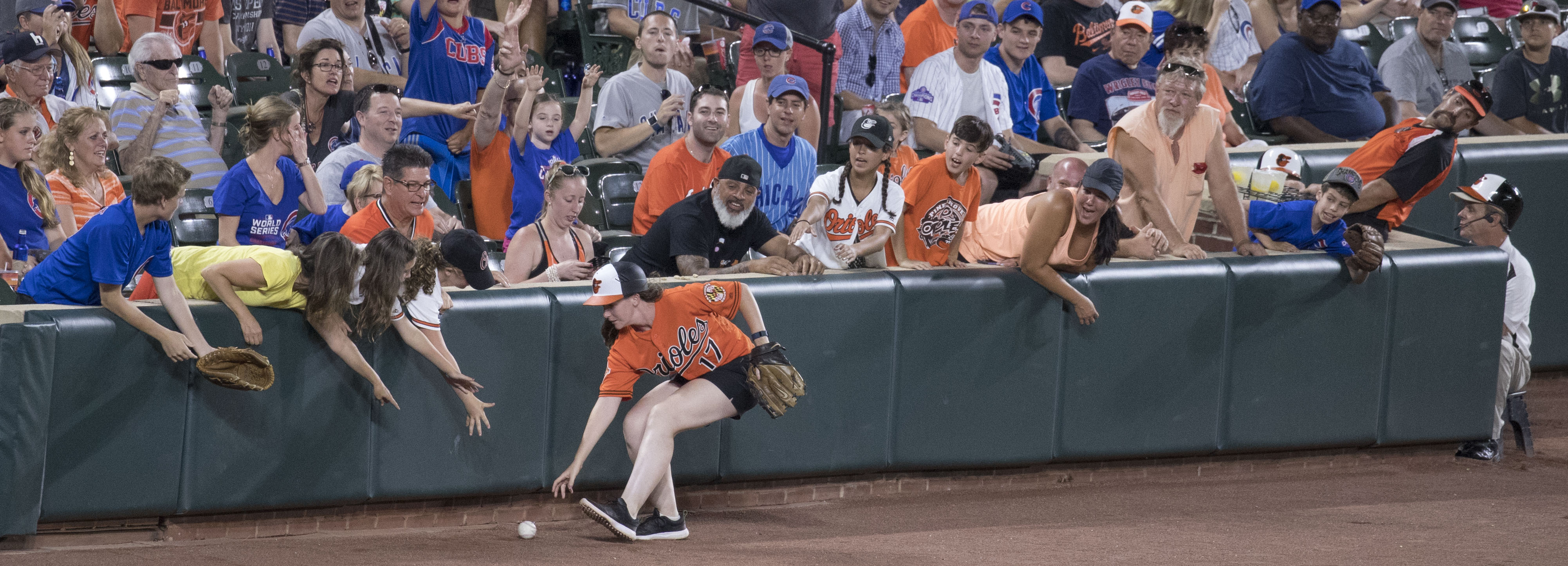
فتاة الكرة تستعيد كرة في إحدى مباريات بالتيمور أوريولز

يتمركز أولاد الكرة في مناطق خارج اللعب بالقرب من خطي القاعدة الأول والثالث لاسترداد كرات البيسبول خارج اللعب. وينبغي عدم الخلط مع batboys، الذين ما زالوا في أو بالقرب من الفريق المخبأ ووملعب البيسبول، في المقام الأول إلى تميل إلى الفريق مضارب كرة القاعدة.
نظرًا لأن جامعي الكرات يتمركزون في الملعب، وإن كان ذلك في منطقة قذرة فيمكنهم أحيانًا التدخل في اللعب؛ تخضع هذه الأحداث للقاعدة 6.01 (د)، والنقطة الرئيسية منها أنه إذا كان التداخل غير مقصود فإن أي كرة حية تظل حية وعاملة.
منذ عام 1992 وظف فريق سان فرانسيسكو جاينتس «كبار السن الرشيقين» كـ«رجال كرة» بدلاً من الصغار التقليديين. في عام 1993 أصبحت كورين مولان أول «كرة دوديت»، ومنذ ذلك الحين تم تكريمها هي وابنتها مولي من قبل قاعة مشاهير البيسبول الوطنية كأول ثنائي أم وابنتها في دوري البيسبول الرئيسي.

## الكريكيت
يتمركز جامعو الكرات حول الملعب خارج الحدود لاسترداد أي كرات خرجت إلى مدرجات المتفرجين أو على الحبل الحدودي. في الهند لم يعد يُسمح لذوي الإعاقة بأن يكونوا من جامعي كرات بعد جدل وقع في عام 2017، بعد انتقادات من مجلس التحكم للكريكيت في الهند حول ظهور مشجع مصاب بشلل الأطفال كان يعمل كصبي كرة. لعدد قليل من السنين.